# الأمية في البحرين
الأمية في البحرين تعد الأمية في مملكة البحرين من أقل النسب على مستوى العالم العربي. تبلغ نسبة الأمية في البحرين 2.46 في المئة، وذلك وفق للتقرير العالمي لرصد التعليم للجميع الصادر عن منظمة الأمم المتحدة للتربية والعلم والثقافة اليونسكو عام 2011.

## برنامج محو الأمية
تتولى إدارة التعليم المستمر بوزارة التربية والتعليم البحرينية مسؤولية محو الأمية في مملكة البحرين، وتقوم بتنظيم برامج تعليمية لفئة الأميين، حيث تمتد الدراسة ببرامج محو الأمية وتعليم الكبار إلى ست سنوات دراسية مقسمة على المراحل التالية:
- مرحلة محو الأمية: وهي المرحلة الأساس للذين لا يعرفون القراءة والكتابة، ومدة الدراسة بها سنتان دراسيتان، تُدرّس فيها مواد التربية الإسلامية واللغة العربية والرياضيات وتعادل الصف الرابع الابتدائي من التعليم النظامي.
- مرحلة المتابعة: تعادل هذه المرحلة الصف السادس الابتدائي من التعليم النظامي، ومدة الدراسة بها سنتان دراسيتان، ويلتحق بها من حصل على شهادة إتمام مرحلة محو الأمية وتهدف هذه المرحلة إلى تعزيز المهارات الأساسية التي تعلمها الدارس في مرحلة محو الأمية، ويحصل الدارس بعدها على شهادة إتمام الدراسة التي تعادل إتمام الصف السادس من المرحلة الابتدائية النظامية، وتُدرّس في مرحلة المتابعة مواد التربية الإسلامية واللغة العربية والرياضيات والعلوم واللغة الإنجليزية والاجتماعيات، وهي نفس المواد المقررة على الصفين الخامس والسادس من المرحلة الابتدائية بالتعليم النظامي، وذلك بعد تقنينها لتتناسب واحتياجات الدارسين الكبار.
- مرحلة التقوية: هي تلي مرحلة المتابعة، وتعادل المرحلة الإعدادية من التعليم النظامي، ويلتحق بها الدارسون الذين أنهوا مرحلة المتابعة ويرغبون في مواصلة الدراسة أو الذين انقطعوا عن الدراسة النظامية لسبب أو لآخر ويطبق في هذه المرحلة محتوى منهج الحلقة الثالثة من التعليم الأساسي النظامي المرحلة الإعدادية نفسه بعد تقنين هذا المحتوى ليتضمن أساسيات مفرداته لتُعطى في سنتين بدلاً من ثلاث بحيث يوازي التعليم الأساسي. تدرّس في هذه المرحلة ست مواد هي: التربية الإسلامية واللغة العربية واللغة الإنجليزية والرياضيات والعلوم والاجتماعيات.[4]